# Tomand
Der Tomand, auch Teman oder Timan, war ein Volumenmaß und als Getreidemaß in Mokka (Jemen) verbreitet.
- 1 Tomand = 40 Meckmedas/Mekmedas/Kellas = 84,899 Kilogramm bei Reis